# 木塚敦志
木塚 敦志（きづか あつし、本名：木塚 敦士（読み同じ）、1977年7月19日 - ）は、埼玉県浦和市（現：さいたま市南区）出身の元プロ野球選手（投手）、野球指導者。

## 経歴

### プロ入り前
1977年に埼玉県で生まれる。小学2年生の時に野球を始め、さいたま市立内谷中学校を経て地元の浦和学院高等学校に進学して野球部に入部。森士の勧めで投げ方をサイドスローに改造すると頭角を現し、1994年の第76回全国高等学校野球選手権大会に出場。2回戦で中越高等学校と対戦し、穐谷正人と投手戦を繰り広げたが、9回裏に穐谷に適時打を打たれて敗戦。
1996年、明治大学に進学。1年秋はリーグ戦未登板ながらも明治神宮大会で初戦は川上憲伸、準決勝は小笠原孝をリリーフして優勝に貢献。1998年の東京六大学野球春季リーグ戦では抑え投手として優勝に貢献。大学選手権にも出場（2回戦救援も敗退）。秋季リーグ戦では先発投手へ転向。4年時に「気持ちを入れたピッチングをしたい」と言う理由で登録名を「木塚 敦志」へ変更。川上らの影響も受けてエース投手に成長した。4年秋の対東京大学戦では、明大としては星野仙一以来のノーヒットノーランを達成。さらに日米大学野球選手権大会日本代表にも選出された。
1999年度プロ野球ドラフト会議で、横浜ベイスターズから2巡目指名を受け入団。担当スカウトは松岡功祐。

### プロ入り後
2000年3月31日の対阪神タイガース戦で延長10回に初登板し、その直後に勝ち越し打が生まれ、いきなりプロ初勝利を挙げた。この初登板以降、引退まで全てが救援登板として起用されることとなる。前年にシアトル・マリナーズへ移籍した佐々木主浩を失い、その後釜として期待されたラファエル・ベタンコートが結果を残せず、代役としてクローザーとなった福盛和男も一応は抑えるものの投球内容で信頼を得るに至らなかったことから後半戦より新人ながら守護神に抜擢される。最終的に7勝3敗18セーブ、防御率2.89の好成績を残して佐々木の穴を埋めた。また、球団で新人投手が二桁セーブを挙げるのは当時では初めてのことだった。
2001年は抑えの座を斎藤隆に譲るも、中継ぎとして69試合に登板し、防御率2.48・9勝3セーブを挙げ、最優秀中継ぎ投手を受賞した。
2002年はプロ入りから2年間で115試合に投げた疲労から腰痛に悩まされ、登板は36試合と減り、防御率も悪化してしまい、後半には二軍へ降格となった。また、同年より車椅子の寄贈活動を開始するが、2003年はさらに少ない28試合の登板に終わった。
2004年からは無理に三振を狙わない投球に切り替えたことが奏功し、2年連続の不振から脱出。52試合に登板して防御率3.46を記録した。この年から4年連続で50試合以上の登板を続けることになる。
2005年はチームトップの58試合に登板して6勝5敗、防御率2.44を記録。木塚と川村丈夫、加藤武治、マーク・クルーンの中継ぎ投手4本柱は、4人合計で215試合・防御率2.74の好成績を記録し「クアトロK」と名付けられた。また、同年から始まったプロ野球交流戦の初戦となった5月6日の対ロッテ戦では勝利投手となり、他球場の試合が終わっていなかったことから、交流戦最初の勝利投手となった。2006年は二段モーション禁止の影響により思うような投球ができず、防御率も昨年から悪化したが、59試合に登板した。
2007年はリーグ2位で球団史上最多となる76試合に登板し、防御率3.06、中継ぎの柱としてチームトップの29ホールドを挙げた。7月8日の対広島東洋カープ戦で木塚の登板中に勝ち越したが、勝利投手になれなかった。7月20日にはオールスターゲームに初登板。第1戦で4回に4番手として登板し、三者凡退に抑えた。10月3日の対読売ジャイアンツ戦で年間登板回数の球団記録を更新し、10月8日の対東京ヤクルトスワローズ戦では423試合連続リリーフ登板のセントラル・リーグ記録に並んだ。
2008年は前年の勤続疲労により右肩痛を発症。また、成績も振るわず、5月8日には2003年以来の降格となった。その後はリハビリに終始し、一軍に復帰することなくシーズンを終え、登板数は入団以来最少となる16試合に終わった。
2009年は開幕二軍でスタートしたが、5月12日の対読売ジャイアンツ戦に8回から登板し、アレックス・ラミレスを三振に打ちとって約1年ぶりに一軍登板を果たすと、5月27日の対北海道日本ハムファイターズ戦では、2008年4月1日以来の勝ち星を挙げた。同年は43試合に登板して3勝2敗1セーブ16ホールド、防御率4.83を記録した。
2010年は開幕一軍を果たしたが、6試合の登板で防御率12.27と振るわず4月中に二軍へ降格。その後、調整を続けていたが来季の戦力構想外となったことを受け、現役引退を表明。10月6日の対阪神タイガース戦で引退試合が行われた。試合では8回表2死2塁、打者は新井貴浩の場面で登板。木塚は試合前に阪神側に対して真剣勝負を懇願しており、2球目の速球を打たれ、中堅越えの適時二塁打を許した。打たれて終わることになったが、木塚は「悔いのない2球だった」と語り、真剣勝負に応えた新井と「最後にああいう場面で投げさせてくれた」とベンチの起用に感謝した。
また、中学時代の同級生にタレントの藤崎奈々子がおり、始球式で再会を果たした。

### 引退後
引退後もスタッフとして横浜・DeNAに引き続き在籍し、2011年から2012年までは一軍投手コーチ、2013年から2014年までは二軍投手コーチ、15年は球団職員（スカウト）、2016年より再び一軍投手コーチを務めた。その後、2023年限りで退任し、球団スタッフ（スカウト）に復帰した。

## 選手としての特徴・人物
極端な前傾姿勢から、体を左右に揺らしてノーワインドアップで振りかぶり、身体を沈み込ませるサブマリン式のサイドスローから150kmに迫るキレのある直球とスライダー、シンカー、カーブ、シュートを投げる。気迫を前面に押し出すタイプで、ピンチの場面で打者を抑えた時は豪快なガッツポーズを見せる。投球練習前のルーティンワークとしてジャンプ・股割・マウンドを掘るという動きを見せる。特に土を掘る作業は気合を込め、一生懸命に掘る。
NPBで登板した490試合は全てリリーフで、先発は一度もなかった。また、セ・リーグのみで登板した投手としては連続救援登板の記録保持者だった。現在でも、先発経験がない投手としては、セ・リーグ最多登板である。
ファンサービスやチャリティ活動を重視しており、2002年より父親の出身地である北海道芦別市の芦別病院などに車椅子や血圧計を寄贈している。また、2007年からは横浜スタジアムに「KIZ20シート」を設置し、抽選の上ファンにチケットをプレゼントしている。このようにファンサービスは徹底しており、100名を超すファンに囲まれても、嫌な顔一つせず最後まで丁寧に応じる。
人一倍練習し、二軍でも若手の先頭に立って練習する。木塚は「酷使されようが何があろうが泣きごとをいうことはない」と語っている。
チームメイトはもちろん、フロントや首脳陣からの信頼・人望がとても厚い事から、引退試合には横浜スタジアムのスタンドなどに加藤武治・吉見祐治・横山道哉・川村丈夫などの、かつてのチームメートが駆け付けて引退試合を見届けた。
「打者に球種がわからないようにグローブをこねる」という独自の理論を持っており、同僚だった加賀繁はルーキーイヤーの2010年に、木塚に志願して、この技術の習得を目指したことがある。木塚もこれに気軽に応じ、マンツーマンで木塚独自の戦法の伝授をしたという。
2007年12月2日の横浜スタジアムのファンクラブ会合にて、なりたい選手に金城龍彦と相川亮二を挙げ、「もう一度やり直すなら、キャッチャーをやってみたい」と発言。

## 詳細情報

### 年度別投手成績
| 年 度      | 球 団      | 登 板 | 先 発 | 完 投 | 完 封 | 無 四 球 | 勝 利 | 敗 戦 | セ 丨 ブ | ホ 丨 ル ド | 勝 率 | 打 者 | 投 球 回 | 被 安 打 | 被 本 塁 打 | 与 四 球 | 敬 遠 | 与 死 球 | 奪 三 振 | 暴 投 | ボ 丨 ク | 失 点 | 自 責 点 | 防 御 率 | W H I P |
| ---------- | ---------- | ----- | ----- | ----- | ----- | -------- | ----- | ----- | -------- | ----------- | ----- | ----- | -------- | -------- | ----------- | -------- | ----- | -------- | -------- | ----- | -------- | ----- | -------- | -------- | ------- |
| 2000       | 横浜       | 46    | 0     | 0     | 0     | 0        | 7     | 3     | 18       | --          | .700  | 243   | 62.1     | 46       | 7           | 13       | 4     | 1        | 73       | 1     | 1        | 20    | 20       | 2.89     | 0.95    |
| 2001       | 横浜       | 69    | 0     | 0     | 0     | 0        | 9     | 5     | 3        | --          | .643  | 344   | 90.2     | 58       | 10          | 26       | 7     | 3        | 70       | 1     | 0        | 25    | 25       | 2.48     | 0.93    |
| 2002       | 横浜       | 36    | 0     | 0     | 0     | 0        | 1     | 3     | 2        | --          | .250  | 174   | 41.1     | 41       | 5           | 9        | 2     | 2        | 39       | 0     | 0        | 20    | 18       | 3.92     | 1.21    |
| 2003       | 横浜       | 28    | 0     | 0     | 0     | 0        | 0     | 1     | 0        | --          | .000  | 108   | 26.2     | 21       | 7           | 6        | 0     | 0        | 23       | 0     | 0        | 16    | 12       | 4.05     | 1.01    |
| 2004       | 横浜       | 52    | 0     | 0     | 0     | 0        | 2     | 3     | 0        | --          | .400  | 220   | 52.0     | 45       | 3           | 18       | 1     | 6        | 26       | 0     | 0        | 21    | 20       | 3.46     | 1.21    |
| 2005       | 横浜       | 58    | 0     | 0     | 0     | 0        | 6     | 5     | 0        | 20          | .545  | 203   | 51.2     | 44       | 4           | 11       | 0     | 3        | 35       | 0     | 1        | 14    | 14       | 2.44     | 1.06    |
| 2006       | 横浜       | 59    | 0     | 0     | 0     | 0        | 3     | 1     | 0        | 18          | .750  | 267   | 61.0     | 63       | 4           | 26       | 2     | 3        | 46       | 0     | 0        | 25    | 24       | 3.54     | 1.46    |
| 2007       | 横浜       | 76    | 0     | 0     | 0     | 0        | 3     | 1     | 0        | 29          | .750  | 147   | 35.1     | 32       | 1           | 10       | 2     | 5        | 25       | 0     | 0        | 13    | 12       | 3.06     | 1.19    |
| 2008       | 横浜       | 16    | 0     | 0     | 0     | 0        | 1     | 0     | 0        | 5           | 1.000 | 27    | 6.0      | 7        | 0           | 1        | 0     | 1        | 8        | 0     | 0        | 5     | 5        | 7.50     | 1.33    |
| 2009       | 横浜       | 43    | 0     | 0     | 0     | 0        | 3     | 2     | 1        | 16          | .600  | 133   | 31.2     | 35       | 5           | 7        | 2     | 3        | 20       | 0     | 0        | 18    | 17       | 4.83     | 1.33    |
| 2010       | 横浜       | 7     | 0     | 0     | 0     | 0        | 0     | 1     | 0        | 0           | .000  | 21    | 3.2      | 10       | 2           | 0        | 0     | 0        | 2        | 0     | 0        | 5     | 5        | 12.27    | 2.73    |
| 通算：11年 | 通算：11年 | 490   | 0     | 0     | 0     | 0        | 35    | 25    | 24       | 88          | .583  | 1887  | 462.1    | 402      | 48          | 127      | 20    | 27       | 367      | 2     | 2        | 182   | 172      | 3.35     | 1.14    |

### タイトル
- 最優秀中継ぎ投手：1回（2001年）

### 表彰
- 月間MVP：1回（2001年7月）
- JA全農Go・Go賞：1回（救援賞：2001年7月）

### 記録
初記録
投手記録
- 初登板・初勝利：2000年3月31日、対阪神タイガース1回戦（横浜スタジアム）、10回表に3番手で救援登板・完了、1回無失点
- 初奪三振：同上、10回表に矢野輝弘から
- 初セーブ：2000年4月4日、対広島東洋カープ1回戦（広島市民球場）、9回裏に2番手で救援登板・完了、1回無失点
- 初ホールド：2005年4月2日、対中日ドラゴンズ2回戦（ナゴヤドーム）、7回裏に3番手で救援登板、1回無失点

打撃記録
- 初安打・初打点：2001年6月30日、対中日ドラゴンズ15回戦（横浜スタジアム）、3回裏に正津英志から右前適時打

その他の記録
- オールスターゲーム出場：1回（2007年、監督推薦）

### 背番号
- 20（2000年 - 2010年）
- 73（2011年 - 2014年、2016年 - 2023年）